# Могилёвский замок

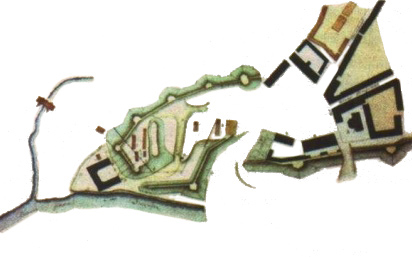
План Могилёвского замка. XIX в.

Могилёвский замок (бел. Магілёўскі замак) — замок, существовавший в Могилёве в XVI—XIX веках.

## Описание
Замок построен в 1526 году на месте бескурганного могильника XII века на мысе высокого правого берега Днепра при впадении в него реки Дубровенка. Площадь более 1 гектара. По периметру замок был укреплён песчано-глинистым оборонительным валом (сохранилось основание 1,2 м).
Археологическими раскопками подтверждены сведения Баркулабовской летописи об основании замка: «Лета 1526 большой замок зароблен и принято много горы Могилы, на которой теперь замок Могилёв стоит». От названия этой горы, как свидетельствует летопись, и получил своё название замок.
В XVI веке замок имел деревянные укрепления срубной конструкции имел цейхгауз для огнестрельного и холодного оружия, военное снаряжение, за состоянием которого следили пушкари и замковые ремесленники. В военное время жители города и волости обороняли замок, а их семьи располагались в укрытиях замковых укреплений.
Замковые укрепления состояли из 7 башен, соединённых 3-ярусными стенами-городнями. Замок отделялся от города оборонительным рвом, через который был переброшен мост (последнее его звено было подъёмным) на сваях, подводивших к въездным замковым воротам — «Горной браме». Она была прямоугольной в плане, 5-ярусной, под 4-скатной крышей из драниц, в ней размещалась тюрьма.
По периметру оборонительного вала стояли ещё 6 башен в 3—5 ярусов, соединявшихся стенами-городнями. Все башни были срублены комбинированно: стены, обращённые в сторону поля, — в 2—3 бревна, выходившие внутрь замкового двора, — в одно бревно.
Со стороны Днепра стояла 5-ярусная проезжая башня («брама Дольная»), а рядом находился тайник — подземный ход из замка к реке. На одной из башен висел бронзовый колокол.
В 1633 году замок сгорел, но через 2 года были восстановлены 2 башни и стена в виде 1—2-рядного частокола.
В 1655—1660 годы замок восстановлен и реконструирован. В начале XIX века бастионные укрепления замка ликвидированы.

## Осады и битвы
13 декабря 1595 года во время казацко-крестьянского восстания замок был сожжён, однако быстро восстановлен, о чём свидетельствует инвентарь Могилёва 1604 года.
Во время русско-польской войны (1654—1667) оборонительные сооружения выдержали трёхмесячную (с 6 февраля по 1 мая 1655 года) осаду войск гетманов Януша Радзивилла и Винцента Гонсевского. В связи с подкопом и взрывом вал замка сильно пострадал.